# T1 Prima Truck Racing Championship

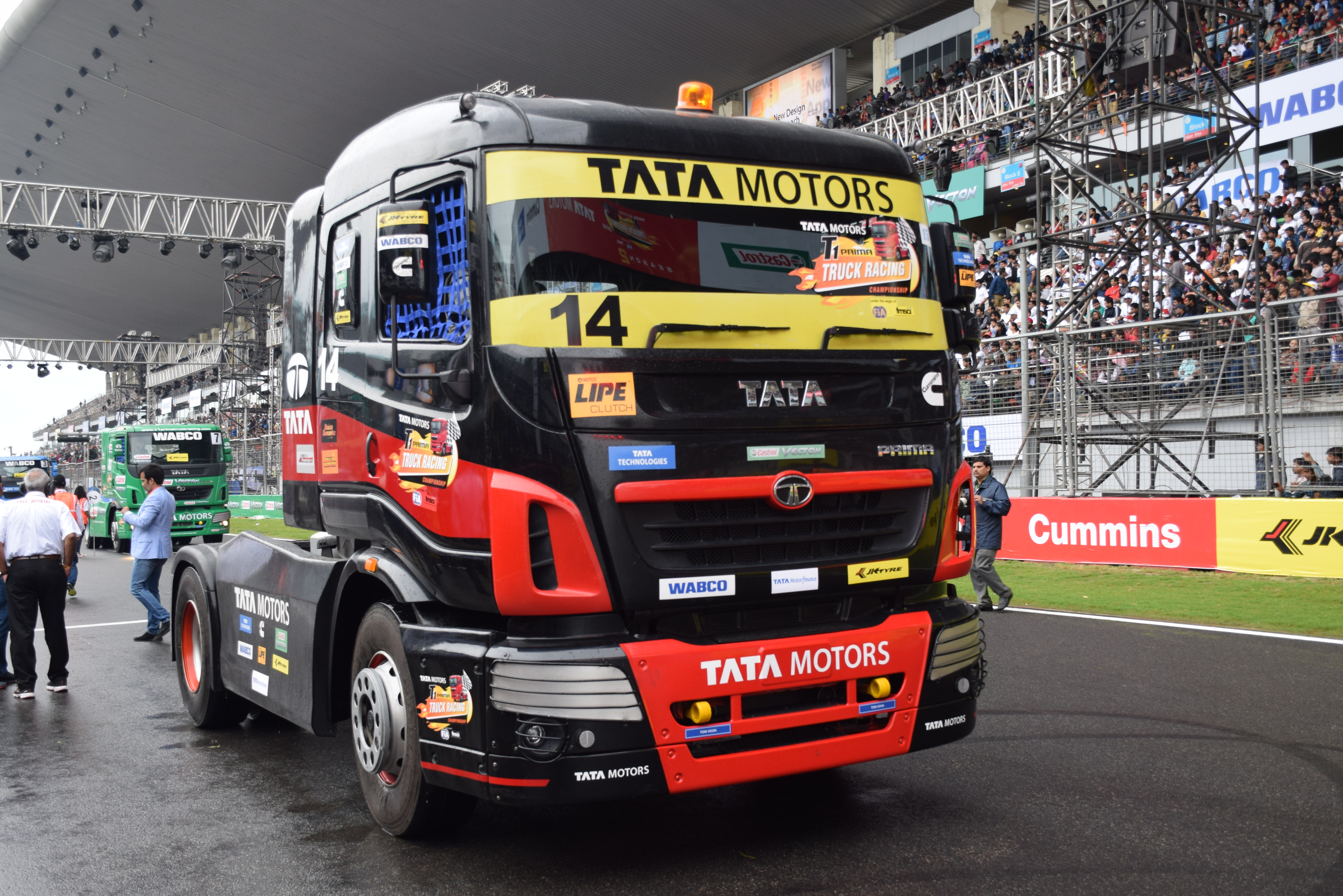
Caminhão Tata Prima

O T1 Prima Truck Racing Championship é um campeonato de automobilismo indiano de truck racing, organizado pela Tata Motors, presente no calendário da FIA.

## Histórico
O campeonato começou no ano de 2014, com o intuito de popularizar a competição, a Tata Motors trouxe pilotos da British Truck Racing Championship e da European Truck Racing Championship. Dentre eles: Bran John Burt, David Jenkins, Paul Mccumisky, David Ball, Stuart Oliver, James Horne, Simon Ashley Reid, Richard Collett, Mat Summerfield, Steven Powell, Steven Thomas e Graham Powell. A primeira prova aconteceu no Circuito Internacional de Buddh.
Os caminhões utilizados são o Tata Prima Truck desenvolvidos no ano de 2008.